# راه رفتن با جانوران
راه رفتن با جانوران (انگلیسی: Walking with Beasts)، به عنوان راه رفتن با جانوران ماقبل تاریخ در آمریکای شمالی به بازار عرضه شد، یک مینی سریال تلویزیونی مستند طبیعت در سال ۲۰۰۱ است که توسط ایمپاسیبل پیکچرز ساخته شده و توسط واحد علوم بی‌بی‌سی، شبکه تلویزیونی دیسکاوری، پروزیبن و تی‌وی آساهی تولید شده است.